# Spaichingen
Spaichingen là một thị xã thuộc huyện Tuttlingen trong bang Baden-Württemberg, nước Đức. Đô thị này có cự ly 11 km về phía tây bắc Tuttlingen, và 13 km về phía đông nam Rottweil. Khu vực này có độ cao 660 m trên mực nước biển. Dân số năm 2006 là 12.400 người.
Spaichingen được đề cập lần đầu vào năm 791.